# 蔣姓
蔣姓为中文姓氏及韓國姓氏之一，在《百家姓》中排第13位

## 姓氏起源
蔣姓的起源最主要的有四個。
- 出自姬姓，周公旦第四子蔣伯齡被封於蔣國，後來被楚穆王所滅，子孫其後以國名為姓。
- 出自子姓，為商朝王族後裔，因封於蔣而得姓。[原創研究？]
- 出自滿族，例如滿清八旗蔣佳氏改為蔣姓。
- 出自蒙古族、回族、拉祜族、保安族、布朗族、苗族、瑶族、傣族、土家族、壮族、羌族及苦聪族中少数民族，属于汉化改姓为氏

## 堂號
“钟山堂”：東漢时有秣陵尉蒋子文在山中剿匪时牺牲了。他生前说过“我的骨头轻，死后一定成神”。到了三国时代，吴国孙权定都建业（今南京）。一天，孙权到钟山堂游览，果然看到了死去了好久的秣陵尉蒋子文，骑着白马，拿着鹅毛扇子，孙权于是就在钟山上给他盖了庙，封他为蒋侯，专门派人奉祀他。蒋氏因以“钟山”为号。 
“九侯堂”：西汉时蒋诩忠于汉室，王莽篡汉后要他做臣子，他坚决不做，就被王莽杀死。相傳光武帝中兴汉室后，就把他的九个儿子都封为侯。蒋氏因以“九侯”为号。 　

## 分支
先秦时期，蒋氏主要是在今河南境内发展繁衍。自楚灭蒋后，蒋氏除部分仍留居河南外，大部分外迁。其中，有一支首先于汉时已迁居陕西省境内，又一支于东汉迁往山东东莱郡。另一支于南朝宋时迁往义阳羡县（今属江苏）。西汉哀帝时，又杜陵人（今陕西长安县东南）蒋翊被封为兖州（今属山东）刺史，其子孙东汉初渡江散居江南各地，其中一支徙居阳羡（江苏宜兴），一支徙居毗陵（今江苏常州）之滆湖，一支迁至今浙江奉化之三岭。
东汉建武年间，蒋横九個兒子避难四方，待帝省悟后，九子皆随地封侯，即：公华侯颖，会稽（今属浙江 ）侯郑，临江（四川忠县）侯川、临湖侯曜、临苏侯浙、浦亭侯巡、九江（今属江西）侯稔、黄梅、云阳（今陕西淳化西北）侯默、𠙶亭（今属江苏）侯澄。可见，自蒋横以后，其子孙便多散居中国南方的浙江、四川、湖北、湖南、江西、江苏等地。唐初，陈政、陈元光父子入闽开辟漳州，有河南蒋姓将佐随从，后在福建安家落户。宋代，蒋氏已有移居今广东者，如南宋理宗时进士蒋科为电白人（今广东高州县东北）。元末，永嘉人（今浙江温州）蒋允文避乱移居闽中。元代、明代时期，福建、广东的蒋氏已发展成为大族。蒋氏入台灣最早者是明末跟随郑成功出征台江內海的蒋毅庵，伺候福建泉州等地的蒋氏又有一些人徙居台湾，有的又进而远播南洋。蒋姓在中国历史上是一个比较典型的南方姓氏。蔣中正家族更是中國現代史上最具影響力的政治世家。

## 外部連結
[在维基数据编辑]
 《百家姓》
 《欽定古今圖書集成·明倫彙編·氏族典·蔣姓部》，出自陈梦雷《古今圖書集成》